# Гай Меммий (консул-суффект)
Гай Ме́ммий (лат. Gaius Memmius; не позже 70 — после 30 года до н. э.) — римский государственный деятель из плебейского рода Меммиев, монетарий в 51 году до н. э., консул-суффект 34 года до н. э.

## Биография
Гай Меммий принадлежал к плебейскому роду Меммиев, представители которого занимали курульные должности, начиная с конца III века до н. э., но до него ни разу не достигали консульства. Предположительно он был сыном народного трибуна 66 года до н. э. того же имени и Корнелии Фавсты; в этом случае Гай Меммий приходился внуком диктатору Луцию Корнелию Сулле. Его двоюродным братом был Гай Скрибоний Курион-младший.
Рождение Гая Меммия в историографии датируют временем не позже 70 года до н. э. При этом учёные исходят из приблизительной даты рождения Корнелии Фавсты (незадолго до 86 года до н. э.) и из того факта, что в 54 году до н. э., во время процесса Марка Эмилия Скавра, Гай просил судей о снисхождении к обвиняемому, который был единоутробным братом его матери. К тому времени он уже должен был достигнуть совершеннолетия, то есть 16—17 лет. Скавр был оправдан, но отец Гая вскоре был вынужден отправиться в изгнание и в Рим так и не вернулся.
В 51 году до н. э. Гай Меммий был монетарием (существует и альтернативная датировка — 60 год до н. э., соответственно, отодвигающая дату рождения). Известны две разновидности отчеканенных им денариев, причём все монеты сопровождались надписью «Гай Меммий, сын Гая» (C. Memmi C. f.), чтобы отличаться от денариев отца Гая, который был сыном Луция (C. Memmi L. f.). На одной монете изображены на аверсе голова Цереры, а на реверсе — эпизод из истории вифинского наместничества отца Гая (57—56 годы до н. э.), из других источников неизвестный: коленопреклонённые пленники стоят перед трофеем, и это изображение снабжено подписью «Гай Меммий, император» (C. Memmius imperator). На втором динарии изображены сидящая Церера и голова Квирина; возможно, это была отсылка к Ромулу, легендарному предку Меммиев.
О политической деятельности Гая Меммия и о его движении по cursus honorum, которое должно было происходить в эпоху гражданских войн 40 — 30—х годов до н. э., практически ничего не известно; так, источники не сообщают даже, был ли он в 30-е годы сторонником Гая Юлия Цезаря Октавиана или Марка Антония. В 34 году до н. э. Гай занимал должность консула-суффекта, заменив Луция Скрибония Либона; он принял полномочия 1 июля этого года вместе с Павлом Эмилием Лепидом и стал таким образом первым и единственным консулом из рода Меммиев. В этом качестве он организовал игры в честь Венеры-Прародительницы, легендарного предка рода Юлиев.